# Signs (Five Man Electrical Band)
Signs è una canzone del gruppo musicale canadese Five Man Electrical Band. Venne scritta da Les Emmerson e rese popolare il suo gruppo relativamente sconosciuto, che la registrò per il secondo album Good-byes and Butterflies nel 1970. Il brano era stato originariamente concepito come lato B del singolo di minor successo Hello Melinda, Goodbye.
Venne ripubblicato nel 1971, stavolta come lato A, e ottenne grande successo raggiungendo il terzo posto della Billboard Hot 100 negli Stati Uniti e la quarta posizione in classifica in Canada. Venne certificato con il disco d'oro per le vendite dalla RIAA il 30 agosto 1971.
Il testo della canzone volge uno sguardo critico alle divisioni in classe e ai diritti di proprietà, dando voce a diversi giovani considerati disadattati.

## Tracce
7" Single  A|B Lionel L-3213
1. Signs (versione ridotta) – 3:20
2. Hello Melinda, Goodbye – 3:15

## Classifiche
| Classifica (1971)      | Posizione massima |
| ---------------------- | ----------------- |
| Canada                 | 4                 |
| Stati Uniti            | 3                 |
| Stati Uniti (Cash Box) | 7                 |

## Versione dei Tesla
Il gruppo musicale statunitense Tesla ha eseguito una nuova versione del brano per il suo album dal vivo Five Man Acoustical Jam nel 1990, in chiave acustica e con alcune piccole modifiche nel testo. Il pezzo è stato pubblicato come singolo e ha raggiunto l'ottavo posto della Billboard Hot 100 e la seconda posizione nella Mainstream Rock Songs, diventando il maggior successo in classifica dei Tesla.
Il singolo presenta come lati B altri brani eseguiti dal vivo la stessa sera, tra cui anche Little Suzi, esclusa dalla scaletta finale dell'album.
Il gruppo ha nuovamente registrato il pezzo per il suo EP A Peace of Time nel 2007, ma stavolta in versione elettrica e con il testo originale.

### Tracce
7" Single A|B DGC 1A GES-24311
1. Signs (live)
2. Down Fo' Boogie (live)

12" Single GFST 3
1. Signs (live)
2. Little Suzi (live)
3. Down Fo' Boogie (live)

### Classifiche
| Classifica (1991)             | Posizione massima |
| ----------------------------- | ----------------- |
| Canada                        | 56                |
| Regno Unito                   | 70                |
| Stati Uniti                   | 8                 |
| Stati Uniti (mainstream rock) | 2                 |
| Stati Uniti (radio)           | 31                |